# 담론 윤리
담론 윤리는 담론의 전제를 검토하여 규범적 또는 윤리적 진리를 확립하려는 논증 유형을 말한다.

## 하버마스와 아펠
독일 철학자 위르겐 하버마스와 카를오토 아펠은 현대 담론 윤리의 창시자로 간주된다. 하버마스의 담론 윤리는 도덕적 통찰과 규범적 타당성의 영역에서 의사소통적 합리성의 함의를 설명하려는 시도이다. 그것은 의사소통 구조의 분석이라는 관점에서 칸트의 의무론적 윤리학의 근본적인 통찰을 재구성하려는 복잡한 이론적 노력이다. 이는 의사소통적 합리성의 보편적 의무를 불러일으키며 도덕의 보편적이고 의무적인 본성을 설명하려는 시도임을 의미한다. 그것은 또한 인지 주의적 도덕 이론으로, 도덕 규범의 타당성을 정당화하는 것은 사실의 정당화와 유사한 방식으로 수행될 수 있다고 주장한다. 그러나 전체 프로젝트는 도덕적 통찰력의 합리적 재구성으로 수행된다. 개인을 안내하는 암묵적인 규범적 방향을 재구성할 뿐이라고 주장하며 커뮤니케이션 분석을 통해 이러한 방향에 접근할 수 있다고 주장한다.

### 공적 담론 윤리
이러한 유형의 윤리는 사려 깊은 대중 참여가 필요한 다양한 관점으로 표시되는 시민 또는 커뮤니티 맥락에서 아이디어에 대한 대화로 구성된다. 이 담론은 대중의 참여를 형성하는 데 도움이 되는 다양한 통찰력으로 구성된다. 이러한 유형의 담론은 공익을 보호하고 증진하기 위한 것이다. 공적 담론 윤리가 성공하기 위해서는 관련된 사람들이나 사람들 사이에 효과적인 수준의 예의가 있어야 한다. 지그문트 프로이트(Sigmund Freud)는 "화난 사람이 처음으로 성난 사람이 돌 대신 말을 던지면서 문명이 시작되었다"고 말했고 그 말은 오늘날 사회에서 계속 볼 수 있는 것이다. Harvard Law Review는 대중의 담론을 정확하게 조사하여 적절하고 개념적으로 정확한 방식으로 설명한다. "책을 출판하는 모든 사람은 대중의 판단에 자신을 맡기고 누구든지 그의 성과에 대해 논평할 수 있다. . . . 그들의 장점이 무엇이든 간에, 다른 사람들은 그들에게 판단을 내릴 권리가 있다. 그들이 비난받을 만한 경우 그들을 책망하고, 그들이 우스꽝스러운 경우 그들을 조롱할 권리가 있다." 공개 담론 윤리가 생산적이기 위해서는 Harvard Law Review가 문제를 제기하는 것처럼 공개 무대에서 책임이 있어야 한다. 어떤 책임 행위도 없이 담론의 윤리는 더 이상 유효하지 않으며 계속될 수 없다. 공공 책임은 세 가지 기본 요소로 구성된다. 요인은 다음과 같다.
- 다양한 아이디어,
- 공공 의사 결정 참여,
- 어떤 일을 하는 방식이나 방식, 또는 그 관행을 변경하는 수단이나 이유

마지막으로 공적 담론 윤리는 개인에게 큰 책임을 지운다. 그들은 끊임없이 질문하고 답을 찾아야 한다.

### 전제
하버마스는 규범적 타당성을 행동의 정당성과 상호작용을 지배하는 규범의 타당성에 관한 문제를 해결하는 데 사용되는 것과 같이 일상적인 관행에서 사용되는 논증적 절차와 별개로 이해될 수 없다고 주장한다. 그는 의사 소통에서 화법에 첨부된 타당성 차원과 그것이 암시하는 논증의 암시적 형식을 참조함으로써 이러한 주장을 한다. 기본 개념은 도덕적 규범의 타당성이 세계를 반영하는 고립된 개인의 마음에서 정당화될 수 없다는 것이다. 규범의 타당성은 개인 간의 논증 과정에서만 상호주관적으로 정당화된다. 규범적 정당성에 대한 주장의 타당성은 논쟁에서 개인이 달성한 상호 이해에 달려 있다.
이것으로부터 논증의 전제가 중요하게 될 것이라는 결론이 나온다. 칸트는 세계를 성찰하는 이성적 주제에 강요된 필연성에서 도덕적 원리를 추출했다. 하버마스는 타당성 주장의 담론적 정당화에 종사하는 개인에게 강요된 필연성, 의사소통 및 논증의 불가피한 전제로부터 도덕적 원칙을 추출한다. 이러한 전제는 의사 소통과 논쟁이 시작되기까지 개인이 만들어야 하는 일종의 이상화였다.

### 보편화
의사소통의 전제는 담론에서 공정한 판단을 유지해야 하는 보편적인 의무를 나타내며, 이는 영향을 받는 모든 사람이 이성을 교환할 때 다른 모든 사람의 관점을 채택하도록 제한한다.

### 실용적인 적용
담론 윤리의 실제 적용은 하버마스의 책 《사실성과 타당성》(1992)가 출판된 후 중요한 전환점을 맞았으며, 민주주의와 입법 과정에 대한 적용이 상당히 개선되고 확장되었다. 이 책이 나오기 전에 하버마스는 영국의 의회와 미국의 의회 토론과 같이 눈에 잘 띄는 정치 및 정부 그룹에 이르기까지 거의 모든 유형의 합의 지향적인 그룹에 담론 이론의 다양한 적용에 대한 질문을 남겨두었다.

## 같이 보기
- 논증 이론